# ناتاليا أنوفرينكا
ناتاليا أنوفرينكا (بالروسية: Наталья Валерьевна Ануфриенко)‏ مواليد 11 يونيو 1985 في بابرويسك، هي لاعبة كرة سلة بيلاروسية. يبلغ طولها 5 قدم 9 بوصة (1.8 م). مثلت منتخب بلادها. شاركت في دورة الألعاب الأولمبية الصيفية سنة 2008.

## سجل المنافسة
شاركت في المنافسات التالية:
- الألعاب الأولمبية الصيفية 2008
- كأس العالم لكرة السلة للسيدات 2014

## روابط خارجية
- ناتاليا أنوفرينكا على موقع الاتحاد الدولي لكرة السلة (الإنجليزية)
- ناتاليا أنوفرينكا على موقع كرة السلة الأوروبية.كوم (الإنجليزية)
- ناتاليا أنوفرينكا على موقع بروبوليرز (الإنجليزية)
- ناتاليا أنوفرينكا على موقع سبورتس رفرنس (الإنجليزية)
- ناتاليا أنوفرينكا على موقع أوليمبيديا (الإنجليزية)